# Haliclona palmonensis
Haliclona palmonensis är en svampdjursart som beskrevs av Carballo och Garcia-Gomez 1995. Haliclona palmonensis ingår i släktet Haliclona och familjen Chalinidae. Inga underarter finns listade i Catalogue of Life.